# Георги Пейчев (футболист)
Георги Пейчев е български футболист, който играе за Ботев (Враца) като ляв защитник. Роден е на 17 декември 1994 г. Висок e 176 см. Юноша на Левски (София).